# Kende János (művészeti író)
Kende János (Gyulafehérvár, 1881. szeptember 26. – Kolozsvár, 1958. június 26.) magyar pedagógus, szerkesztő, művészeti szakíró, zenekritikus.

## Életútja
Középiskolai és teológiai tanulmányait szülővárosában végezte (1904), a kolozsvári egyetem bölcsészeti karán szerzett magyar–német–francia szakos tanári diplomát (1913). Mint a kolozsvári Marianum tanára, több évtizedes pedagógiai működése során növendékeit a művészeti–esztétikai ismeretekbe is bevezette. Alapítója és szerkesztője volt az Erdélyi Magyar Lányok című folyóiratnak (1920–31), s Hirschler Józseffel közösen adta ki Kolozsvárt a Művészeti Szalon című szemlét (1926–32).
Írásait A Hírnök, Pásztortűz, Vasárnap s a kolozsvári napilapok közölték. Tanulmányt írt a leánynevelés történetéről, a modern festészetről és költészetről, Vas Gereben, Madách, Jókai, Ady írásművészetéről, Beethoven életéről, Schubert dalairól, Wagner operáiról, a kamarazenéről. Bár a modern művészettel szemben tartózkodó és konzervatív álláspontra helyezkedett, a Művészeti Szalonban közzétett írásaival és a nagyszámú, jó minőségű reprodukcióival sokat tett a képzőművészet egyetemes fejlődésének, stíluskorszaki változásainak hazai bemutatásáért. Jelentősebb írásai a Művészeti Szalonban: Az expresszionizmus (1929/4); Az új primitívek (1929/5–6); Paál László (1929/8–9); Börtsök Samu (1930/2); Drámaiság Székely Bertalan festményein (1930/5–10).